# Eduard Jantos

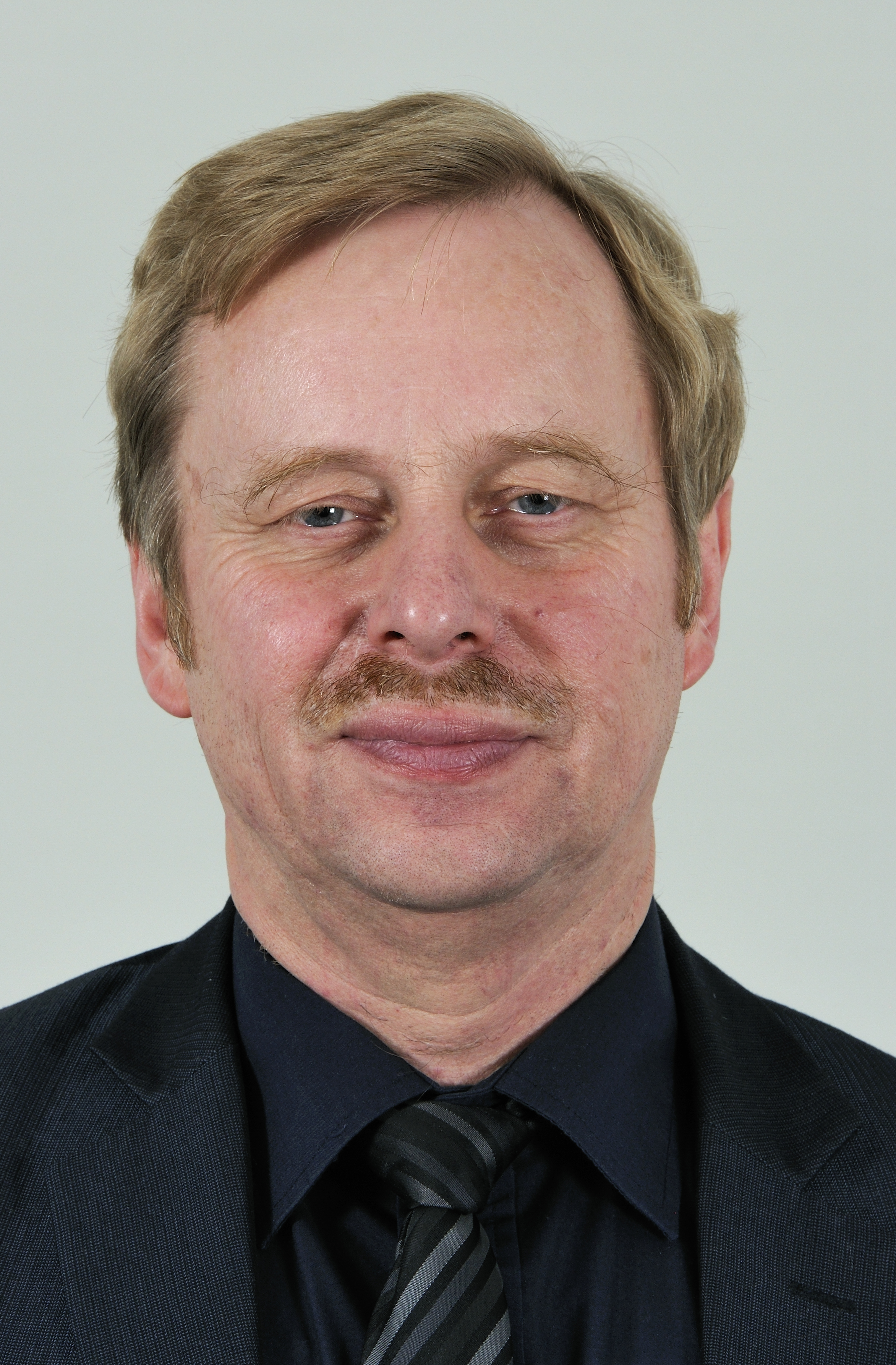
Eduard Jantos

Eduard Erwin Jantos (* 11. April 1953 in Wolferode) ist ein deutscher Politiker (CDU). Er war von 2002 bis 2006, mit einer kurzen Unterbrechung von 2009 bis 2016 und von 2018 bis 2021 Mitglied des Landtages von Sachsen-Anhalt.

## Leben
Eduard Jantos besuchte von 1959 bis 1969 die Polytechnische Oberschule. Anschließend von 1969 bis 1971 machte er eine Berufsausbildung zum Betriebsschlosser und arbeitete danach 1971 und 1972 als Zieher im Walzwerk Hettstedt.
Zwischen 1972 und 1974 diente Jantos in der NVA. Danach war er von 1974 bis 1976 als Sachbearbeiter im Rat der Stadt Eisleben tätig. Von 1975 bis 1980 folgte ein Fachschulstudium in Weimar. Zwischen 1976 und 1981 war er stellvertretender Abteilungsleiter im Rat der Stadt Eisleben. Von 1981 bis 2011 und von 2016 bis 2018 war Eduard Jantos Geschäftsführer des CDU-Kreisverbandes Mansfelder Land.
Jantos ist katholisch, verheiratet und hat vier Kinder.

## Politik
Eduard Jantos war seit 1971 Mitglied der DDR-Blockpartei CDU. Von 1990 bis 1994 war er stellvertretender Ortsverbandsvorsitzender der Eislebener CDU. Seit 1994 ist er Mitglied im Stadtrat Lutherstadt Eisleben und seit 1999 Mitglied im Kreistag Mansfelder Land. Ab der 4. Wahlperiode war Jantos über die Landesliste der CDU gewähltes Mitglied des Landtages von Sachsen-Anhalt. Dort war er Mitglied im Ausschuss für Soziales. Eine kurze Unterbrechung gab es 2011: Bei der Landtagswahl konnte Jantos das Direktmandat im Wahlkreis Eisleben nicht gewinnen (es siegte SPD-Spitzenkandidat Jens Bullerjahn), während die CDU Überhangmandate errang. Erst nach dem Ausscheiden von Marco Tullner kehrte er in den Landtag zurück. 2016 schied er erneut aus; diesmal unterlag er im Kampf um das Direktmandat Jens Diederichs von der AfD. Am 28. Juni 2018 rückte Jantos für den verstorbenen Ralf Geisthardt erneut in den Landtag nach.